# Rose Héré
Ne doit pas être confondu avec Rose Héré (navire).
Rose Héré, née le 31 janvier 1862 à Toul al lan (île d'Ouessant) et morte le 13 janvier 1945, est une domestique connue pour avoir sauvé des marins naufragés.

## Biographie
Yves Héré, marin pêcheur de Ouessant et Marie-Victoire Malgorn sont ses parents et Rose Héré grandit avec trois frères et quatre sœurs. Son père meurt noyé à la pointe de Feunteim et un de ses frères perdra la vie en mer.
Rose Héré travaille dès 8 ans comme bonne dans une famille d'un pilote de Lan Pol et y reste 23 ans.
Dans la nuit du 1er au 2 novembre 1903,  le cargo à vapeur Vesper fait naufrage en se perdant dans la brume à proximité d'Ouessant. Il venait d'Oran et à destination de Rouen. À la pointe Pern, quatorze marins, réfugiés dans un canot, sont sauvés par une habitante de l'île, Rose Héré, qui se jette à l'eau pour monter à bord du canot et conduire les naufragés à la cale de Pen ar Roch. Le bateau de sauvetage d'Ouessant, l'Anaïs, sauve les autres hommes d'équipage restés à bord.

Le journal Le Figaro organise en faveur de Rose Héré une souscription qui rapporte 1 992 francs.

« Quinze pilleurs d'épaves du vapeur Vesper, naufragé en novembre, [...] viennent de comparaître devant le tribunal correctionnel de Brest. Cette affaire n'aurait qu'une importance minime sans les scènes scandaleuses qui suivirent le naufrage. En effet, environ trois cents fûts de vin de six cents litres allèrent s'échouer sur tous les points de la côte depuis Molène jusqu'à Roscoff, et le procureur de retracer à l'audience les scènes auxquelles se livrèrent les riverains qui se ruèrent sur les tonneaux et les défoncèrent. Les hommes et les femmes ivres dansaient autour des tonneaux. Une femme, furieuse de voir les hommes boire plus qu'elle, s'élança tout habillée dans une barrique défoncée et dansa dans le tonneau. Les pêcheurs et les cultivateurs manquant d'ustensiles pour loger le vin emplirent tous les récipients en leur possession, jusqu'à des vases de nuit. Toute cette malheureuse côte, a continué le procureur, a été ravagée par une ivresse qui a duré plusieurs mois. Dans une ferme, père, mère et enfants sont restés ivres si longtemps qu'ils ont laissé mourir de faim leurs bestiaux. Il y eut aussi des scènes incroyablement comiques à Ouessant. Un tonneau d'huile de ricin fut bu. La cire qui se trouvait à bord du Vesper fut pillée, et tout le monde fabriquait des cierges pour s'éclairer. »

Le 24 mai 1910, elle se marie avec Pierre-Marie Gélébart, un agriculteur.
En 1938, le journal Ce soir la remettra à la une.

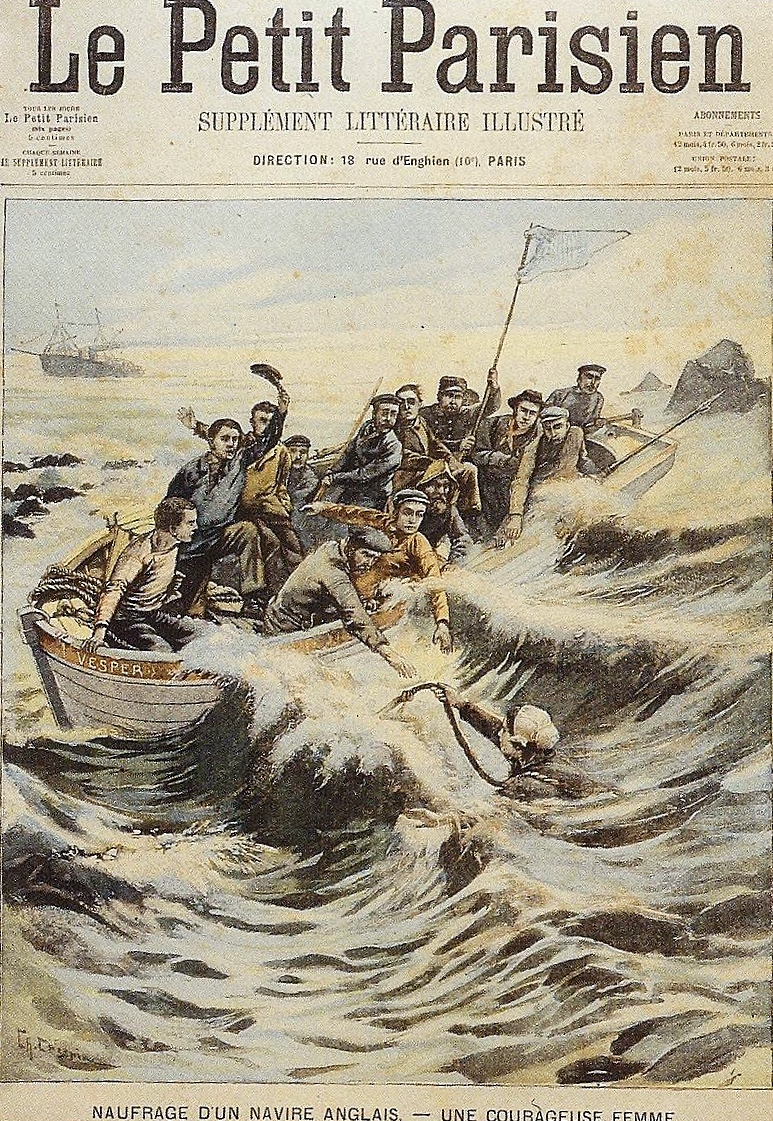
Dessin publié à la une du journal Le Petit Parisien du 22 novembre 1903 illustrant l'héroïque sauvetage réalisé à Ouessant par Rose Héré.

## Hommage
Pour cet acte de bravoure elle reçut les décorations suivantes:
- Prix Henri-Durand, médaille de bronze
- Prix Jean-Dufour et médaille d’or de la comtesse Foucher de Saint-Faron, décernés par la Société centrale de sauvetage des naufragés
- Médaille d’or décernée par la Société parisienne de sauvetage
- Diplôme d’honneur de la Société des sauveteurs de la Seine
- Médaille d’honneur en bronze de la Société nationale d’encouragement au Bien
- Médaille d’or de la Société The Honour
- Médaille de vermeil de la Société des hospitaliers sauveteurs de Brest.
- Médaille de vermeil de la Société nationale de sauvetage

Par ailleurs, un bateau porte son nom : il s'agit d'une vedette rapide à passagers assurant les liaisons entre le continent et les îles d'Ouessant et Molène dans le Finistère.